# 7. veljače
7. veljače (7. 2.) 38. je dan godine po gregorijanskom kalendaru.
Do kraja godine ima još 327 dana (328 u prijestupnoj godini).

## Događaji
- 1497. – "Lomača taštine" - tal. Falo delle Vanita; engl. Bonfire of the Vanities - javno spaljivanje mnoštva predmeta kao simbola luksuza i taštine (perika, parfema, slika, drevnih rukopisa), koje su provele pristaše dominikanskog svećenika Girolama Savonarole, kratkotrajnog vladara Republike Firenze, koncem 15. stoljeća.
- 1783. – Završila opsada Gilbraltara
- 1942. – Drugi svjetski rat: Divlji ustaše pobile oko 2300 Srba u Drakuliću, Šargovcu, Motikama i rudniku Rakovac pored Banje Luke
- 1964. – The Beatles su stigli u prvi posjet SAD-u. Oko četiri tisuće poklonika i dvjestotinjak dočekalo ih je u Zračnoj luci JFK, u New Yorku. Dva dana kasnije nastupili su u čuvenom Ed Sullivan Showu, prvom televizijskom nastupu uživo u SAD-u, u prijenosu kojega je navodno vidjelo oko 40% Amerikanaca, tj. oko 73 milijuna ljudi.
- 1971. – U Švicarskoj su žene dobile pasivno i aktivno pravo glasa na saveznoj razini.
- 1974. – Grenada, otočna država na jugoistoku Karipskog mora, sjeverno od Venezuele i Trinidada i Tobaga te južno od Svetog Vincenta i Grenadina, osamostalila se od Ujedinjenog Kraljevstva.
- 1992. – Ugovor o Europskoj uniji, poznatiji kao Ugovor iz Maastrichta, potpisan u ovom nizozemskom gradu, označio je uspostavljanje Europske unije, a stupio je na snagu 1. siječnja 1993. potpisalo ga je dvanaest članica tadašnje Europske zajednice.

| - 1477. – Thomas More, engleski humanist i državnik († 1535.) - 1752. – Đuro Hidža, hrvatski i latinski pjesnik i prevoditelj († 1833.) - 1792. – Laurent-Pierre de Jussieu – francuski pisac, geolog i pedagog († 1866.) - 1812. – Charles Dickens, engleski književnik († 1870.) - 1815. – Ana Marija Marović, talijansko-hrvatska redovnica († 1887.) - 1855. – Augustin Čengić, hrvatski pisac († 1911.) - 1873. – Thomas Andrews, Jr., irski poslovni čovjek i brodograditelj, glavni projektant RMS Titanica († 15. travnja 1912.) - 1870. – Alfred Adler, austrijski psiholog († 1937.) - 1885. – Sinclair Lewis, američki književnik († 1951.) - 1912. – Šime Balen, hrvatski novinar, političar, putopisac i prevoditelj († 2004.) - 1916. – Mladen Veža, hrvatski slikar († 2010.) - 1918. – Peter M. Blau, američki sociolog austrijskog porijekla († 2002.) - 1919. – Desmond Doss, američki bolničar, heroj († 2006.) - 1927. – Dušan Vukotić, filmski redatelj i prvi hrvatski oskarovac - 1927. – Juliette Gréco, francuska šansonijerka i glumica - 1946. – Pete Postlethwaite, engleski glumac († 2011.) - 1956. – Mark St. John, američki glazbenik - 1960. – James Spader, američki glumac - 1974. – Steve Nash, kanadski košarkaš - 1977. – Mariusz Pudzianowski, poljski snagator - 1978. – Ivan Leko, hrvatski nogometaš - 2002. – Sam Sulek, američki YouTuber i profesionalni bodybuilder | - 590. – Pelagije II., papa (* 520.) - 1317. – Robert od Clermonta, francuski princ (* 1256.) - 1529. – Baldassare Castiglione, talijanski državnik i književnik (* 1478.) - 1864. – Vuk Karadžić, srpski jezikoslovac (* 1787.) - 1878. – Pio IX., papa (* 1792.) - 1879. – Pascal Coste, francuski inženjer i arhitekt (* 1787.) - 1920. – Aleksandar Kolčak, ruski vojskovođa (* 1874.) - 1936. – Josip Pičman, hrvatski arhitekt (* 1904.) - 1941. – Velimir Deželić stariji hrvatski književnik, leksikograf i sveučilišni bibliotekar (* 1864.) - 1944. – Hristijan Todorovski Karpoš, makedonski partizanski borac (* 1921.) - 1957. – Ernst Mayerhofer, austrijsko-hrvatski liječnik (* 1877.) - 1960. – Igor Vasiljevič Kurčatov, sovjetski fizičar (* 1903.) - 1979. – Josef Mengele, njemački SS časnik i liječnik u koncentracijskom logoru Auschwitz (* 1911.) - 1987. – Claudio Villa, talijanski pjevač (* 1926.) - 1990. – Alan Perlis, američki računalni znanstvenik (* 1922.) - 1999. – Hussein I., jordanski kralj (* 1935.) - 2010. – André Kolingba, srednjoafrički državnik i političar (* 1936.) - 2013. – Krsto Papić, hrvatski filmski redatelj (* 1933.) - 2015. – Dean Smith, američki košarkaški trener, član Basketball Hall of Famea (* 1931.) - 2017. – Hans Rosling, švedski liječnik i znanstvenik (* 1948.) - 2020. – Petar Vovk, hrvatski arhitekt (* 1926.) - 2020. – Elizabeth Wurtzel, američka spisateljica (* 1967.) |

## Blagdani i spomendani
- Međunarodni dan života
- Dan neovisnosti: Grenada
- blaženi papa Pio IX.

## Imendani
- Rikard